# Survivor (film)
Survivor, in de Verenigde Staten verschenen als Nightworld: Survivor, is een Amerikaanse televisiefilm uit 1999 onder regie van David Straiton. Het verhaal van deze horror-sciencefictionproductie werd geschreven door Joshua Michael Stern, die eerder onder meer Amityville: Dollhouse schreef.

## Verhaal
Een groep olieboorders onder leiding van Adam King is op Antarctica op zoek naar nieuwe olievelden en wil met een nieuw soort boor dieper zoeken dan ooit iemand voor hen deed. Wanneer de boor vastloopt, gaat medewerker Tanaka kijken wat er aan de hand is en merkt dat de boor in plaats van olie een onbekende vloeistof naar boven heeft gehaald. Hij verwondt zijn hand daarbij ernstig, maar de vloeistof blijkt dit binnen minuten compleet te genezen.
Kat Holden onderzoekt de vloeistof en komt tot de conclusie dat deze vol zit met witte bloedcellen. Dit zou alleen volgens de huidige wetenschap niet moeten kunnen, want de boor bevindt zich op een diepte die bodem aanboort van een tijdsperiode vóór het cambrium, toen het leven op aarde ontstond. Ze blijken een wezen uit zijn winterslaap gehaald te hebben dat één miljard jaar daarvoor op aarde landde, voor het leven op Aarde officieel begon.

## Rolverdeling
| Acteur            | Personage     |
| ----------------- | ------------- |
| Greg Evigan       | Adam King     |
| Lawrence Bayne    | Tanaka        |
| Rachael Crawford  | Kat Holden    |
| Claudia Michelsen | Stark         |
| David Hewlett     | Arts          |
| Diego Matamoros   | Darren Sloan  |
| Clé Bennett       | Malcolm Jones |
| Gene Mack         | Slick         |
| James B. Douglas  | Geezer        |
| Balázs Koós       | Jinx          |
| Kurtys Kidd       | Wezen         |